# デビン・バッセル
デビン・アンソニー・バッセル（Devin Anthony Vassell, 2000年8月23日 - ）は、アメリカ合衆国・ジョージア州ローレンスビル出身のプロバスケットボール選手。NBAのサンアントニオ・スパーズに所属している。ポジションはシューティングガードまたはスモールフォワード。

## 経歴

### ハイスクール
ジョージア州ローレンスビルで育ち、ピーチツリー・リッジ高校に進学し、シニア時には、ゲームあたり平均21.6得点、8.9リバウンドで、地域の年間最優秀プレーヤーに選ばれた。テキサス工科大学、ノースフロリダ大学、ステッソン大学からオファーを受けたが、フロリダ州立大学に入学した。

### カレッジ
新入生として、シーズン平均4.5得点、1.5リバウンド、ACCルーキー最高の、3ポイントシュート成功率41.9%を記録した。2018年12月17日にシーズンハイとなる16得点を記録した。2019年の ACC男子バスケットボールトーナメントの準々決勝では、延長戦残り4.5秒で3ポイントシュートを決め、バージニア工科大学に65-63で勝利した。
2年生のシーズンに入りスターターに選ばれ、決勝でシカゴ州立大学に対して16得点、17位のテネシー大学に対して13得点、パデュー大学に対して13得点を獲得し、2019年エメラルドコーストクラシックの最優秀選手に選ばれた。シーズンの中盤でのプレーにより、2020年のNBAドラフトで1巡目指名の候補と見なされるようになった。 バージニア大学戦で18得点を記録し、チームは54-50で勝利。続く、マイアミ大学戦では、23得点、11リバウンドを記録した。2020年2月1日に、バージニア工科大学戦では3ポイントシュート7投中7本すべてを成功し、キャリアハイとなる27得点を記録した。2月15日のシラキュース大学戦は欠場したが、レギュラーシーズンが終了し、オールACCセカンドチームに選出された。シーズン平均12.7得点、5.1リバウンドでチームをリードし、通算49アシスト、42スティール、29ブロックを記録した 。シーズン終了にあたって2020年のNBAドラフトにアーリーエントリーすることを表明した。

### サンアントニオ・スパーズ
2020年11月18日に行われたNBAドラフトにて1巡目全体11位でサンアントニオ・スパーズから指名され、同月27日にスパーズとの契約に合意した。12月23日のメンフィス・グリズリーズ戦でNBAデビューを果たして3得点、3リバウンドを記録し、チームは131-119で勝利した。2021年4月17日のフェニックス・サンズ戦でシーズンハイとなる18得点を含む3リバウンド、2アシスト、2ブロックを記録し、チームは111-85で勝利した。
2022年2月26日のマイアミ・ヒート戦で22得点、5リバウンド、4アシストを記録したが、チームは129-133で惜敗した。4月1日のポートランド・トレイルブレイザーズ戦で22得点、4リバウンド、1アシストを記録し、チームは130-111で勝利した。ニューオーリンズ・ペリカンズとのプレーインにてシーズンハイとなる23得点を記録したが、チームは103-113で敗れ、これによりチームはプレーオフ進出を逃した。
11月4日のロサンゼルス・クリッパーズ戦でシーズンハイとなる29得点を含む2リバウンド、2アシストを記録したが、チームは106-113で敗れた。同月17日のサクラメント・キングス戦で29得点、3リバウンド、3アシストを記録したが、チームは112-130で敗れた。
2023年10月2日にスパーズとの5年総額1億4600万ドルの延長契約に合意し、これはフランチャイズ史上最高額の契約であった。12月15日のロサンゼルス・レイカーズ戦でキャリアハイとなる36得点を含む6リバウンド、3アシストを記録し、チームは129-115で勝利した。

## 個人成績

### NBA
| シーズン | チーム | GP  | GS  | MPG  | FG%  | 3P%  | FT%  | RPG | APG | SPG | BPG | PPG  |
| -------- | ------ | --- | --- | ---- | ---- | ---- | ---- | --- | --- | --- | --- | ---- |
| 2020–21  | SAS    | 62  | 7   | 17.0 | .406 | .347 | .843 | 2.8 | .9  | .7  | .3  | 5.5  |
| 2021–22  | SAS    | 71  | 32  | 27.3 | .427 | .361 | .838 | 4.3 | 1.9 | 1.1 | .6  | 12.3 |
| 2022–23  | SAS    | 38  | 32  | 31.0 | .439 | .387 | .780 | 3.9 | 3.6 | 1.1 | .4  | 18.5 |
| 2023–24  | SAS    | 68  | 62  | 33.1 | .472 | .372 | .801 | 3.8 | 4.1 | 1.1 | .3  | 19.5 |
| 2024–25  | SAS    | 64  | 53  | 31.0 | .443 | .368 | .792 | 4.0 | 2.9 | 1.3 | .5  | 16.3 |
| 通算     | 通算   | 303 | 186 | 27.7 | .444 | .369 | .806 | 3.8 | 2.6 | 1.1 | .4  | 14.1 |

### カレッジ
| シーズン | チーム           | GP | GS | MPG  | FG%  | 3P%  | FT%  | RPG | APG | SPG | BPG | PPG  |
| -------- | ---------------- | -- | -- | ---- | ---- | ---- | ---- | --- | --- | --- | --- | ---- |
| 2018–19  | フロリダステート | 33 | 0  | 10.7 | .437 | .419 | .679 | 1.5 | .6  | .5  | .3  | 4.5  |
| 2019–20  | フロリダステート | 30 | 30 | 28.8 | .490 | .415 | .738 | 5.1 | 1.6 | 1.4 | 1.0 | 12.7 |
| 通算     | 通算             | 63 | 30 | 19.3 | .475 | .417 | .720 | 3.2 | 1.1 | 1.0 | .6  | 8.4  |